# ドロゴブージ公 (ドロジャエヴォ)
ドロゴブージ公（ロシア語: Князь Дорогобужский）は、トヴェリ大公国の分領公国だったドロゴブージ公国の君主の称号である（「公」はクニャージからの訳出による）。君主号・公国の名は、その首都だったドロゴブージ（現ドロジャエヴォ）による。

## ドロゴブージ公の一覧
括弧内は在位年
- コンスタンチン・ミハイロヴィチ(1318年 - 1346年)[1]
- セミョーン・コンスタンチノヴィチ(1345年 - 1364年)[2]
- エレメイ・コンスタンチノヴィチ(ru)(1345年 - 1372年)[2]
- ドミトリー・エレメエヴィチ(1373年 - 1407年)[2]
- アンドレイ・ドミトリエヴィチ(1407年以降 - 1418年以前)[2]
- ユーリー・アンドレエヴィチ(1437年 - 1471年)[1]
- オシプ・アンドレエヴィチ(ru)(1437年 - 1485年)[1]